# Бахреци
Бàхреци е село в Северна България, община Трявна, област Габрово.

## География
Село Бахреци се намира на около 18 km изток-югоизточно от областния център град Габрово, 5 km юг-югоизточно от общинския център град Трявна и 4 km източно от град Плачковци. Разположено е върху хълмист терен в северозападните разклонения на Тревненска планина, между двата начални клона на течащ на изток малък ляв приток на Станчовханска река (Белица). Надморската височина в центъра на западната, по-висока и значително по застроена част на селото е около 625 m. Климатът е умереноконтинентален.
Общински път през Бахреци води на запад през село Престой към град Трявна, а на изток – до село Станчов хан.
Етническият състав на населението на село Бахреци по численост и дял на етническите групи според преброяването през 2011 г. е:
| Етнически групи     | Численост | Дял (в %) |
| Общо                | 9         | 100       |
| Българи             | 9         | 100       |
| Турци               | 0         | 0         |
| Цигани              | 0         | 0         |
| Други               | 0         | 0         |
| Не се самоопределят | 0         | 0         |
| Не отговорили       | 0         | 0         |

Към 15 юни 2025 г. в село Бахреци има регистрирани: 4 души по постоянен адрес; 6 души по настоящ адрес; 2 души по постоянен и настоящ адрес в същото населено място.
Числеността на населението на село Бахреци по данните от преброяванията от 1934 г. насам се променя както следва:
| \| Година на преброяване \| Численост \| \| --------------------- \| --------- \| \| 1934 \| 152 \| \| 1946 \| 162 \| \| 1956 \| 161 \| \| 1965 \| 104 \| \| 1975 \| 79 \| \| 1985 \| 51 \| \| 1992 \| 47 \| \| 2001 \| 19 \| \| 2011 \| 9 \| \| 2021 \| 5 \| |           |
| Година на преброяване | Численост |
| 1934 | 152       |
| 1946 | 162       |
| 1956 | 161       |
| 1965 | 104       |
| 1975 | 79        |
| 1985 | 51        |
| 1992 | 47        |
| 2001 | 19        |
| 2011 | 9         |
| 2021 | 5         |

## История
След Руско-турската война, по Берлинския договор 1878 г. населеното място колиби Бахреци – дотогава в Османската империя, попада в Княжество България. Като колиби Бахреци то съществува до 18 юли 1995 г., когато на законово основание става село Бахреци.
През декември 1965 г. към тогавашното населено място колиби Бàхреци са присъединени колиби Стоевци и колиби Костовци.
Липсва информация за това кога е създадено читалище „Георги Бенковски“ в Бахреци. Поради обезлюдяването на селото и миграцията на младите хора към града, читалището не развива дейност и на проведеното събрание на 25 декември 1976 г. се предлага и решава то да бъде закрито, а книжният фонд да се предаде на Народно читалище „Белновръх“ – село Станчов хан.

## Обществени институции
Изпълнителната власт в село Бахреци към 2025 г. се упражнява от кметския наместник на село Станчов хан.

## Личности
- проф. Кънчо Цанев (1934 – 2011).
- Васил Хубчев (1932 – 2005), български политик и министър.